# Lourença Nunes Correia

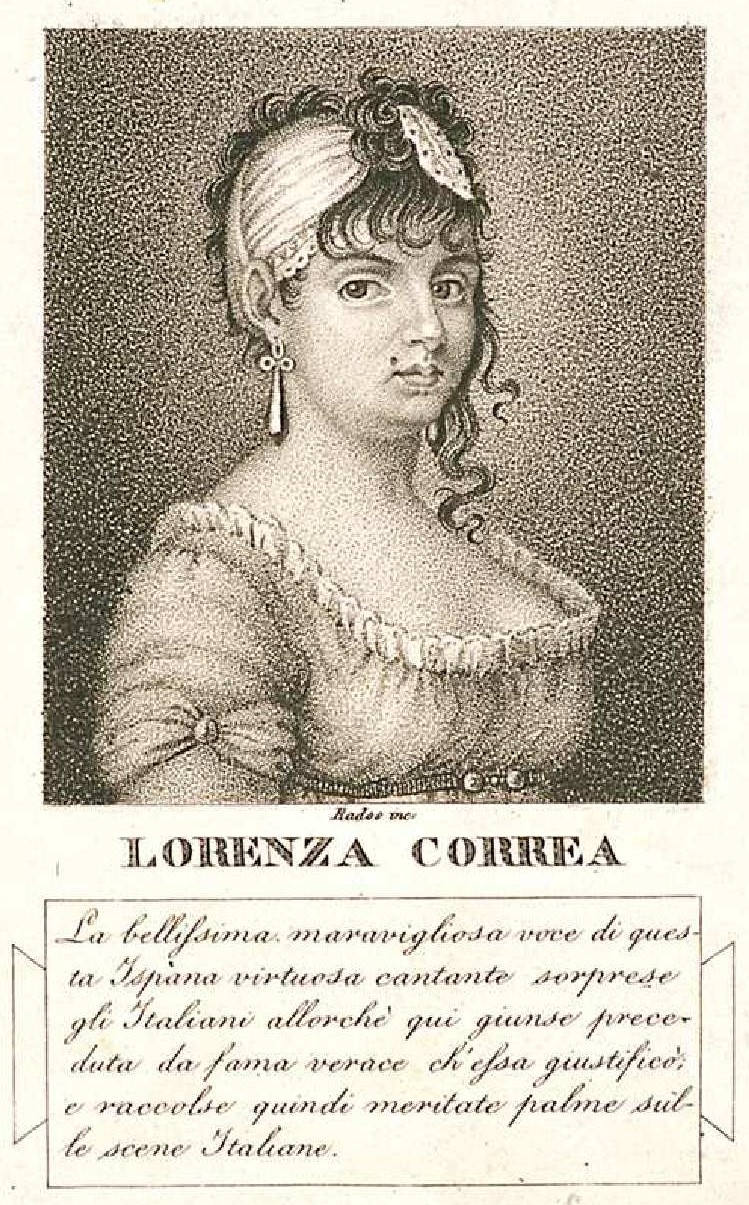
Lorenza Correa, Porträt

Lourença Nunes Correia (auch: spanisch Lourença Nunes Corréa ital.: Lorenza Correa;  * 1773 oder 1775 in Málaga, nach anderen Quellen 1771 in Lissabon; † nach 1831) war eine spanische oder portugiesische Opernsängerin. Sie sang von 1790 bis 1810 in Madrid, Neapel, Paris und Mailand.

## Leben
Lorenza Correa, auch Corréa, war die Tochter der Schauspielerin Petronila Morales und von Don Roque Núñez. Der Name Correa, auch Correia, war der Name ihres Stiefvaters, des Schauspielers José Correa, den sie annahm. Correia galt als Wunderkind; ihren ersten Auftritte in spanischen Tonadillas sind im Alter zwischen zwölf und fünfzehn Jahren nachgewiesen. 1787, nach anderen Quellen 1788, außerdem im Februar und März 1792, gab sie Konzerte am Teatro de los Caños del Peral in Madrid, an denen auch ihre Schwestern Laureana Correia und Petronila Correia mitwirkten. 1788 trat sie auch in Barcelona auf. 1794 heiratete sie den Schauspieler Manuel García Parra.
1803 verließ sie Spanien und ging nach Italien, wo sie als Schülerin von Carlo Marinelli ihre Gesangsausbildung fortsetzte. Anfang 1804 war sie als Konzertsängerin in Paris tätig. 1804 sind auch Bühnenauftritte von ihr in Brescia unter dem Namen Lorenza Correa nachgewiesen. 1805 trat sie am Teatro Regio di Torino in der Oper Sofonisba von Vincenzo Federici auf. 1810 sang sie dort erneut. Ab 1811 sang Correa an der Mailänder Scala. Sie wirkte dort 1813 in der Oper Tamerlano von Simone Mayr mit. Außerdem sang sie an der Scala in Opern von Pietro Carlo Guglielmi und Giuseppe Farinelli. Sie wirkte dort in den Uraufführungen der Opern I pretendenti delusi von Giuseppe Mosca (14. April 1811), Ernesto e Palmira von Pietro Carlo Guglielmi (18. September 1813), Aurelio in Palmira von Giocchino Rossini (26. Dezember 1813 als Zenobia), Le due Duchesse von Simone Mayr (7. November 1814) und Chiarina von Giuseppe Farinelli (13. September 1816) mit.
1811 gastierte sie am Théâtre National de l’Odéon in Paris, konnte hier aber nicht an ihre Erfolge in Italien anknüpfen. 1818 kehrte sie nach Spanien zurück. 1821 war sie in Madrid am Teatro del Principe zu hören. Correa, die inzwischen sehr korpulent geworden war, trat in der Folgezeit kaum mehr auf der Bühne in Erscheinung, sondern betätigte sich als Konzertsängerin. Zwischen 1827 und 1830 gab sie Konzerte in Genua. 1831 ist sie wieder in Spanien nachgewiesen; sie richtete wegen einer Pension und wegen ihrer Altersvorsorge ein Gesuch an den spanischen König. Dies ist das letzte Lebenszeichen der Sängerin. Sie starb möglicherweise in Italien; dies konnte jedoch bis jetzt nicht bestätigt werden.
Sie hatte großen Erfolg und galt als  bedeutendste dramatische Sängerin der iberischen Halbinsel.
Ihre Schwester Laureana Correa hatte seit 1787 in Madrid eine bedeutende Karriere als Sängerin und Schauspielerin. Die Karrieren ihrer Schwestern Petronila Correa, Manuela Correa und Maria Isabel Correa verliefen vergleichsweise bescheiden.
Um 1805/1806 fertigte der spanische Maler Francisco de Goya ein Porträt von ihr an, das als „Die Dame mit dem Fächer“ (La Femme à l’éventail) bekannt ist; das Porträt befindet sich heute in den Kunstsammlungen des Louvre.